# 필리핀해
필리핀해(영어: Philippine Sea)는 태평양 서쪽에 위치한 바다로, 1952년에 태평양의 서쪽 해영으로 정해졌다. 서쪽으로 필리핀과 대만, 북쪽으로 일본, 동쪽으로 마리아나 제도, 남쪽으로 팔라우로 둘러싸여 있다. 해저는 필리핀판으로 되어 있으며, 유라시아판 밑으로 파고들면서 필리핀 해구를 형성하고 있다.

## 같이 보기
- 서필리핀해
- 필리핀 해구
- 필리핀해판
- 드래곤 트라이앵글